# 成记茶楼
《成记茶楼》（英語：The Naval The Teahouse）是1974年桂治洪执导的香港剧情电影，由陈观泰、叶灵芝等人领衔主演，该电影主要讲述江湖中，受人尊敬的“大哥成”以及其经营的茶楼的故事，该电影的续作为《大哥成》。

## 劇情簡介
江湖黑道上有一个受人欢迎的人，人们称呼这个人为“大哥成”，此人黑白道通吃，并且也会帮助一些人。
然而有那么一天，一些警察找上了他，因为他和黑帮有联系，所以警察希望他能提供这些人的人名单。
不过对于这些事情，他却有自己的看法。

## 演员
- 陈观泰
- 汪禹
- 叶灵芝
- 李鹏飞
- 李寿祺
- 刘午琪
- 江洋
- 西瓜刨
- 吕小龙
- 夏萍
- 沈劳
- 詹森
- 王赞先
- 彭鹏
- 闵敏
- 李鹏飞
- 林源
- 冯明
- 黄公武
- 吕红
- 王清河
- 李修贤
- 林伟图
- 吴回
- 杨志卿
- 程刚
- 樊梅生
- 佟林
- 郝履仁
- 冯敬文

## 职员表
- 制作人：吴天
- 监制：邵仁枚
- 原著：江之南
- 导演：桂治洪
- 副导演：文耀华
- 编剧：司徒安
- 摄影：游琪
- 剪辑：姜兴隆、张兆熙
- 道具：袁祥
- 动作指导：程小东
- 服装设计：刘季友
- 灯光：陈芬
- 剧务：方正
- 场记：汤婉
- 布景师：林茂隆

## 相關連結
- 香港影庫上《成记茶楼》的資料（繁體中文）
- 豆瓣电影上《成记茶楼》的資料 （简体中文）
- 互联网电影数据库（IMDb）上《成记茶楼》的资料（英文）